# Canal de Monsin
El Canal de Monsin enllaça el Canal Albert amb el Mosa a Lieja. Amb els seus 750 metres és un dels canals més curts de la xarxa de les vies navegables de Bèlgica. El 2013 hi van transitar 2 192 688 tones de mercaderies.

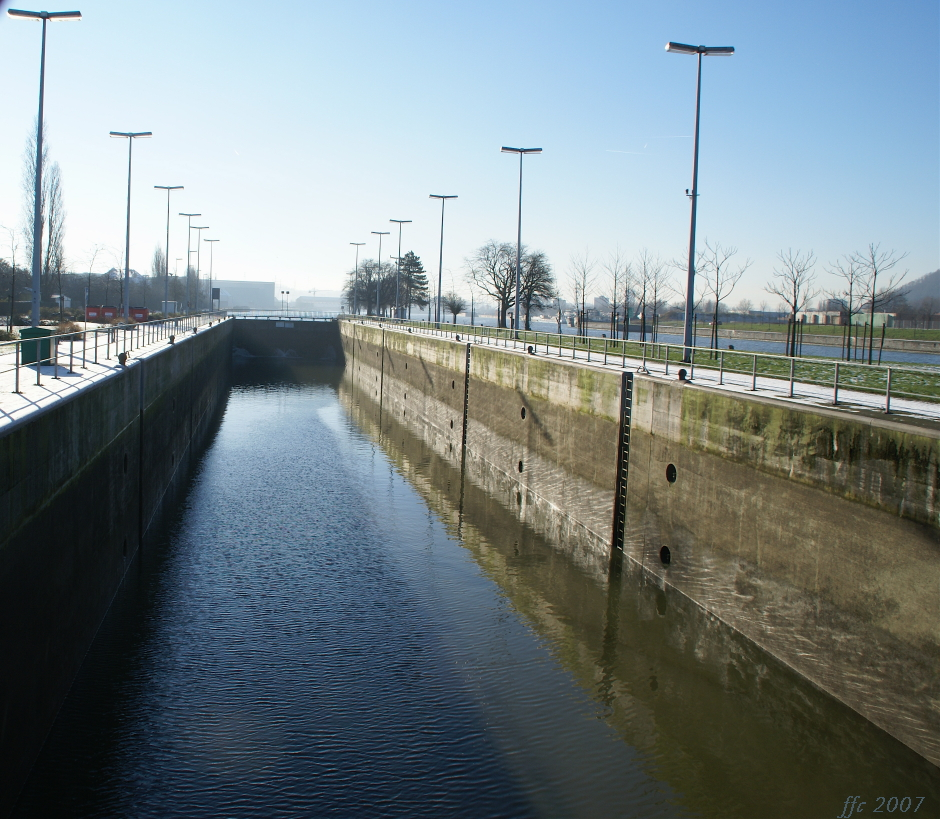
La resclosa de Monsin